# Neve y Gliz
Neve (22 de mayo de 1976) y Gliz (25 de diciembre de 1986), son las mascotas de los Juegos Olímpicos de Turín 2006. Son dos hermanos y representan las características de los Juegos Invernales. Neve ("nieve" en idioma italiano) es una bola de nieve humanizada como una niña de cuerpo rojo que representa la suavidad, la amistad y la elegancia. Gliz (una forma abreviada de ghiaccio, "hielo" en idioma italiano) es su hermano, un cubo de hielo con cuerpo azul, y representa el entusiasmo y la alegría.
Ambas mascotas fueron diseñadas por el portugués Pedro Albuquerque. Para la elección de las mascotas, el Comité Organizador de los Juegos (TOROC) realizó un concurso al que se presentaron 237 propuestas antes del cierre de postulaciones, el 20 de mayo de 2003. De éstas candidatas, cinco pasaron a una ronda final en que fueron evaluadas por un jurado internacional elegido por el TOROC. La elección posteriormente fue ratificada por el Comité Presidencial del TOROC. Finalmente, los ganadores, "Neve y Gliz", fueron presentados el 28 de septiembre de 2004, para saber que fueron elegidos.
El TOROC solicitó posteriormente la creación de una nueva mascota a Albuquerque para los Juegos Paralímpicos en las líneas de Neve y Gliz, creando a Aster, basado en una figura estilizada de un cristal de nieve.